# Elezioni suppletive per la Camera dei rappresentanti degli Stati Uniti d'America del 1795
Nel corso del 1795 si tennero elezioni suppletive per la Camera dei rappresentanti per eleggere deputati della Camera nei distretti rimasti vacanti. 

## Risultati

### New Jersey at-large
Le elezioni politiche suppletive nel Distretto congressuale at-large del New Jersey si sono tenute l'11 gennaio, in seguito alla morte di Abraham Clark.
| Partito                            | Partito                                  | Candidato                          | Risultati 11 gennaio | Risultati 11 gennaio |
| Partito                            | Partito                                  | Candidato                          | Voti                 | %                    |
| ---------------------------------- | ---------------------------------------- | ---------------------------------- | -------------------- | -------------------- |
|                                    | Federalisti                              | Aaron Kitchell                     | 2 065                | 97,09                |
|                                    | Indipendente                             | Robert Ogden                       | 62                   | 2,91                 |
|                                    |                                          |                                    |                      |                      |
| Iscritti                           | Iscritti                                 | Iscritti                           | 2 127                | 100,00               |
| ↳ Votanti (% su iscritti)          | ↳ Votanti (% su iscritti)                | ↳ Votanti (% su iscritti)          | 2 127                | 100,00               |
| ↳ Voti validi (% su votanti)       | ↳ Voti validi (% su votanti)             | ↳ Voti validi (% su votanti)       | 2 127                | 100,00               |
| ↳ Schede non valide (% su votanti) | ↳ Schede non valide (% su votanti)       | ↳ Schede non valide (% su votanti) | 0                    | 0,00                 |
| ↳ Astenuti (% su iscritti)         | ↳ Astenuti (% su iscritti)               | ↳ Astenuti (% su iscritti)         | 0                    | 0,00                 |
|                                    |                                          |                                    |                      |                      |
|                                    | Esito: collegio confermato a Federalisti |                                    |                      |                      |

### 2º distretto congressuale della Carolina del Sud
Le elezioni politiche suppletive nel 2º distretto congressuale della Carolina del Sud si sono tenute il 20 gennaio, in seguito alla non accettazione della candidatura di John Barnwell.
| Partito                            | Partito                                                                 | Candidato                          | Risultati 14 ottobre | Risultati 14 ottobre |
| Partito                            | Partito                                                                 | Candidato                          | Voti                 | %                    |
| ---------------------------------- | ----------------------------------------------------------------------- | ---------------------------------- | -------------------- | -------------------- |
|                                    | Partito Democratico-Repubblicano                                        | Wade Hampton                       | 198                  | 29,29                |
|                                    | Indipendente                                                            | William Thompson                   | 176                  | 26,04                |
|                                    | Federalisti                                                             | John Rutledge, Jr.                 | 160                  | 23,67                |
|                                    | Indipendente                                                            | William Elliot                     | 140                  | 20,71                |
|                                    | Indipendente                                                            | Andrew Hartley                     | 2                    | 0,30                 |
|                                    |                                                                         |                                    |                      |                      |
| Iscritti                           | Iscritti                                                                | Iscritti                           | 676                  | 100,00               |
| ↳ Votanti (% su iscritti)          | ↳ Votanti (% su iscritti)                                               | ↳ Votanti (% su iscritti)          | 676                  | 100,00               |
| ↳ Voti validi (% su votanti)       | ↳ Voti validi (% su votanti)                                            | ↳ Voti validi (% su votanti)       | 676                  | 100,00               |
| ↳ Schede non valide (% su votanti) | ↳ Schede non valide (% su votanti)                                      | ↳ Schede non valide (% su votanti) | 0                    | 0,00                 |
| ↳ Astenuti (% su iscritti)         | ↳ Astenuti (% su iscritti)                                              | ↳ Astenuti (% su iscritti)         | 0                    | 0,00                 |
|                                    |                                                                         |                                    |                      |                      |
|                                    | Esito: collegio passa da Federalisti a Partito Democratico-Repubblicano |                                    |                      |                      |

### Connecticut at-large
Le elezioni politiche suppletive nel Distretto congressuale at-large del Connecticut si sono tenute il 13 aprile, in seguito alle dimissioni di Jonathan Trumbull, Jr..
| Partito                            | Partito                                  | Candidato                          | Risultati 13 aprile | Risultati 13 aprile |
| Partito                            | Partito                                  | Candidato                          | Voti                | %                   |
| ---------------------------------- | ---------------------------------------- | ---------------------------------- | ------------------- | ------------------- |
|                                    | Federalisti                              | Nathaniel Smith                    | 1 382               | 39,51               |
|                                    | Federalisti                              | James Davenport                    | 671                 | 19,18               |
|                                    | Federalisti                              | Samuel W. Dana                     | 554                 | 15,84               |
|                                    | Federalisti                              | William Edmond                     | 260                 | 7,43                |
|                                    | Federalisti                              | John Allen                         | 242                 | 6,92                |
|                                    | Federalisti                              | David Daggett                      | 223                 | 6,38                |
|                                    | Federalisti                              | John Treadwell                     | 166                 | 4,75                |
|                                    |                                          |                                    |                     |                     |
| Iscritti                           | Iscritti                                 | Iscritti                           | 3 498               | 100,00              |
| ↳ Votanti (% su iscritti)          | ↳ Votanti (% su iscritti)                | ↳ Votanti (% su iscritti)          | 3 498               | 100,00              |
| ↳ Voti validi (% su votanti)       | ↳ Voti validi (% su votanti)             | ↳ Voti validi (% su votanti)       | 3 498               | 100,00              |
| ↳ Schede non valide (% su votanti) | ↳ Schede non valide (% su votanti)       | ↳ Schede non valide (% su votanti) | 0                   | 0,00                |
| ↳ Astenuti (% su iscritti)         | ↳ Astenuti (% su iscritti)               | ↳ Astenuti (% su iscritti)         | 0                   | 0,00                |
|                                    |                                          |                                    |                     |                     |
|                                    | Esito: collegio confermato a Federalisti |                                    |                     |                     |

### 4º distretto congressuale della Carolina del Nord
Le elezioni politiche suppletive nel 4º Distretto congressuale della Carolina del Nord si sono tenute il 4 agosto, in seguito alla morte di Alexander Mebane.
| Partito                            | Partito                                                       | Candidato                          | Risultati 4 agosto | Risultati 4 agosto |
| Partito                            | Partito                                                       | Candidato                          | Voti               | %                  |
| ---------------------------------- | ------------------------------------------------------------- | ---------------------------------- | ------------------ | ------------------ |
|                                    | Partito Democratico-Repubblicano                              | Absalom Tatom                      | 66                 | 27,73              |
|                                    | Federalisti                                                   | Ambrose Ramsey                     | 65                 | 27,31              |
|                                    | Partito Democratico-Repubblicano                              | Richard Stanford                   | 60                 | 25,21              |
|                                    | Indipendente                                                  | George Roberts                     | 29                 | 12,18              |
|                                    | Federalisti                                                   | William Shepard                    | 18                 | 7,56               |
|                                    |                                                               |                                    |                    |                    |
| Iscritti                           | Iscritti                                                      | Iscritti                           | 238                | 100,00             |
| ↳ Votanti (% su iscritti)          | ↳ Votanti (% su iscritti)                                     | ↳ Votanti (% su iscritti)          | 238                | 100,00             |
| ↳ Voti validi (% su votanti)       | ↳ Voti validi (% su votanti)                                  | ↳ Voti validi (% su votanti)       | 238                | 100,00             |
| ↳ Schede non valide (% su votanti) | ↳ Schede non valide (% su votanti)                            | ↳ Schede non valide (% su votanti) | 0                  | 0,00               |
| ↳ Astenuti (% su iscritti)         | ↳ Astenuti (% su iscritti)                                    | ↳ Astenuti (% su iscritti)         | 0                  | 0,00               |
|                                    |                                                               |                                    |                    |                    |
|                                    | Esito: collegio confermato a Partito Democratico-Repubblicano |                                    |                    |                    |

## Riepilogo
| Dat        | Stato             | Collegio | Parlamentare uscente   | Partito                  | Parlamentare eletto | Partito                  |
| ---------- | ----------------- | -------- | ---------------------- | ------------------------ | ------------------- | ------------------------ |
| 11 gennaio | New Jersey        | At-large | Abraham Clark          | Federalista              | Aaron Kitchell      | Federalista              |
| 20 gennaio | Carolina del Sud  | 2°       | John Barnwell          | Federalista              | Wade Hampton        | Democratico-Repubblicano |
| 13 aprile  | Connecticut       | At-large | Jonathan Trumbull, Jr. | Federalista              | Nathaniel Smith     | Federalista              |
| 4 agosto   | Carolina del Nord | 4°       | Alexander Mebane       | Democratico-Repubblicano | Absalom Tatom       | Democratico-Repubblicano |